# Felix' verden
Felix' verden er en dansk dokumentarfilm fra 1981, der er instrueret af Frances Harvalik.

## Handling
Felix er et lettere mongolt barn, hvis udvikling kan betragtes som to årstider - vinter og forår. Han har befundet sig i en meget lang vinter, som netop nu begynder at skifte til forår. Hans væsen smelter som is, fra noget stille og ubevægeligt til noget bevægeligt og strømmende.